# Монтелбансторен
Башня Монтелбансторен (нидерл. Montelbaanstoren) — башня в Амстердаме на канале Аудесханс. Построена в 1512 году как крепостная башня для защиты города. В 1606 году было закончено строительство верхней деревянной части башенки в ренессансном стиле.
С 1878 по 2006 год в башне было расположено управление водного хозяйства Амстердама. С лета 2010 года помещения башни арендует Фонд Secret Garden (защита прав мусульманских геев, би- и транссексуалов).